# داریوش میخالچفسکی
داریوش میخالچفسکی (انگلیسی: Dariusz Tomasz Michalczewski؛ زادهٔ ۵ مهٔ ۱۹۶۸) بوکسور اهل لهستان است.